# Список кардиналов, возведённых антипапой Бенедиктом XIII

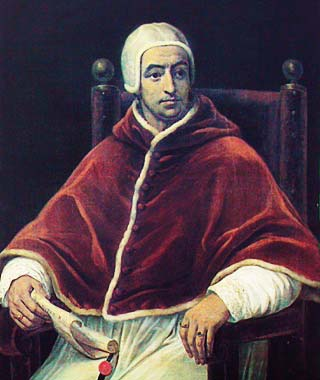
Антипапа Бенедикт XIII

Псевдокардиналы, возведённые антипапой Бенедиктом XIII — 19 прелатов, клириков и мирян были возведены в сан кардинала на семи Консисториях за двадцатидевятилетний понтификат Бенедикта XIII.
Самой большой консисторией была Консистория от 22 сентября 1408 года, на которой было назначено пять кардиналов.

## Консистория от 24 декабря 1395 года
- Пьер Блен, родственник Папы Урбана V, референдарий Его Святейшества (Авиньонское папство).

## Консистория от 22 сентября 1397 года
- Фернандо Перес Кальвильо, епископ Тарасоны (Арагонская корона);
- Жофре де Бойль, референдарий Его Святейшества (Авиньонское папство);
- Педро Серра, епископ Катании (королевство Сицилия).

## Консистория от 21 декабря 1397 года
- Беренгер де Англесола, епископ Жироны (Арагонская корона);
- Бонифачо Амманнати, апостольский нотариус (Авиньонское папство);
- Луи де Бар, епископ Лангра (королевство Франция).

## Консистория от 9 мая 1404 года
- Мигель де Сальба, избранный епископ Памплоны (королевство Наварра);
- Антуан де Шаллан, канцлер Савойи (Савойское графство).

## Консистория от 22 сентября 1408 года
- Пьер Рават, C.R.S.A., архиепископа Тулузы (королевство Франция);
- Жан д’Арманьяк, архиепископ Руана (королевство Франция);
- Хуан Мартинес де Мурильо, O.Cis., настоятель монастыря Монтеарагон (Арагонская корона);
- Карлос Хордан де Урриес-и-Перес Саланова (Арагонская корона);
- Альфонсо Каррильо де Альборнос, администратор епархии Осма (Арагонская корона).

## Консистория от 14 декабря 1412 года
- Педро Фонсека (королевство Португалия).

## Консистория от 22 мая 1423 года[1]
- Хулиан Лобера-и-Вальтиерра, капеллан, писец апостольских писем, администратор епархии Тарасона (Арагонская корона);
- Симено Дахэ, аудитор Папской палаты (Арагонская корона);
- Доминго де Боннефои, O.Carth., настоятель монастыря Монтеалегре, Тиана, недалеко от Барселоны (Арагонская корона);
- Жан Каррье, архидьякон Родеза и капеллан графа Жана д'Арманьяка (королевство Франция).